# Pseudomonilicaryon anser
Pseudomonilicaryon anser és una espècie de ciliats unicel·lulars de la família Dileptidae, també coneguda amb els noms de Dileptus anser i Dileptus cygnus. L'espècie és comuna en estanys d'aigua dolça, tolls, aigües estancades, molses i en fangs.
Durant gairebé un segle i mig, l'espècie es va classificar en el gènere Dileptus. El 2012, després d'una revisió exhaustiva del grup dels dileptids, es va traslladar al gènere Pseudomonilicaryon, que es distingeix de Dileptus per la forma del seu macronucli. El macronucli de Pseudomonilicaryon està disposat com una cadena de perles, mentre que el de Dileptus es compon de petits nòduls dispersos pel citoplasma de la cèl·lula.

## Història i classificació
Pseudomonilicaryon anser ha tingut una llarga i confusa història, complicada per una sèrie de canvis de nom i identificacions errònies. L'espècie va ser descrita i il·lustrada per primera vegada per Otto Müller el 1773, amb el nom de Vibrio anser, i redescrita per Ehrenberg el 1838, com Amphileptus anser. El 1841, Félix Dujardin va traslladar l'espècie al nou gènere Dileptus. Tanmateix, el Dileptus anser de Dujardin era en realitat un exemplar mal identificat de Dileptus margaritifer (Ehrenberg, 1834), un dileptid de mida similar amb una probòscide més curta i un macronucli dispers. El 1931, Alfred Kahl va consolidar l'error tractant D. margaritifer com un sinònim de D. anser.

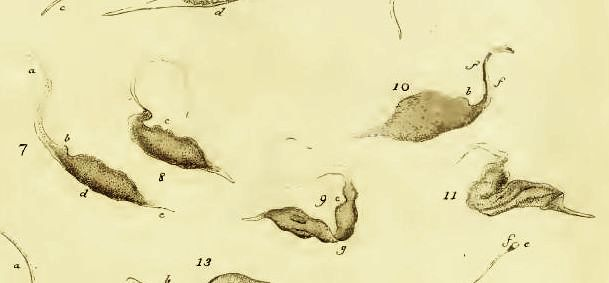
Vibrio anser, del llibre Animalcula Infusoria, 1786, d'Otto Müller

La identificació de Dileptus anser també es confon amb la d'un altre dileptid de coll llarg, l'espècie nominal Dileptus cygnus (Clap. & Lach., 1859). Kahl descriu i il·lustra Pseudomonilicaryon anser amb aquest nom, i la majoria d'estudis sobre l'organisme han utilitzat aquesta nomenclatura. El 1984, Dileptus cygnus es va identificar formalment com a sinònim més modern de Vibrio anser (Müller, 1773).
El 2012, Peter Vďačný i Wilhelm Foissner van transferir Dileptus anser al gènere Pseudomonilicaryon (Foissner, 1997).

## Morfologia
Pseudomonilicaryon anser fa uns 0,5 mm de llarg, amb un cos estret i aplanat que es redueix per la part posterior en una cua diferent. A la part frontal, hi ha una probòscide llarga i extremadament mòbil, que representa aproximadament el 55% de tota la longitud de la cèl·lula. L'obertura oral (citostoma) es troba a la base d'aquesta probòscide, dins d'una inflamació visible anomenada «protuberància oral». El macronucli es compon de 7 a 25 nòduls, com una cadena de perles. Al llarg de la superfície dorsal hi ha una fila de 15-20 vacúols contràctils.

## Hàbitat i alimentació
Pseudomonilicaryon anser es troba al fang i als sediments tous als fons d'estanys, tolls i aigúes estancades. És un rapinyaire depredador, descrit per un escriptor com «segurament el rei de les bèsties dels protozous», i s'alimenta exclusivament d'altres organismes microscòpics. P. anser caça aferrant-se al substrat i agitant la seva llarga proboscide en sentit antihorari. Quan la probòscide entra en contacte amb les seves preses, s'alliberen extrusomes tòxics, cosa que paralitza l'organisme més petit, que després absorbit a través del citostoma del dileptid. Les preses més petites són arrossegades cap al citosoma pel moviment dels cilis, mentre que els organismes més grans són empesos cap a l'obertura oral pels «moviments de la probòscide».